# Merwilla lazulina
Merwilla lazulina är en sparrisväxtart som först beskrevs av Hiram Wild, och fick sitt nu gällande namn av Franz Speta. Merwilla lazulina ingår i släktet Merwilla och familjen sparrisväxter. Inga underarter finns listade i Catalogue of Life.